# The Real Lee Konitz
The Real Lee Konitz est un album de cool jazz enregistré en 1957 par le saxophoniste américain Lee Konitz.
L'album fait partie, avec Lee Konitz with Warne Marsh et Inside Hi-Fi, d'une série de disques enregistrés pour le label Atlantic Records, après l'apparition de Konitz sur l'album live Lennie Tristano sur ce même label en 1955.

## Historique

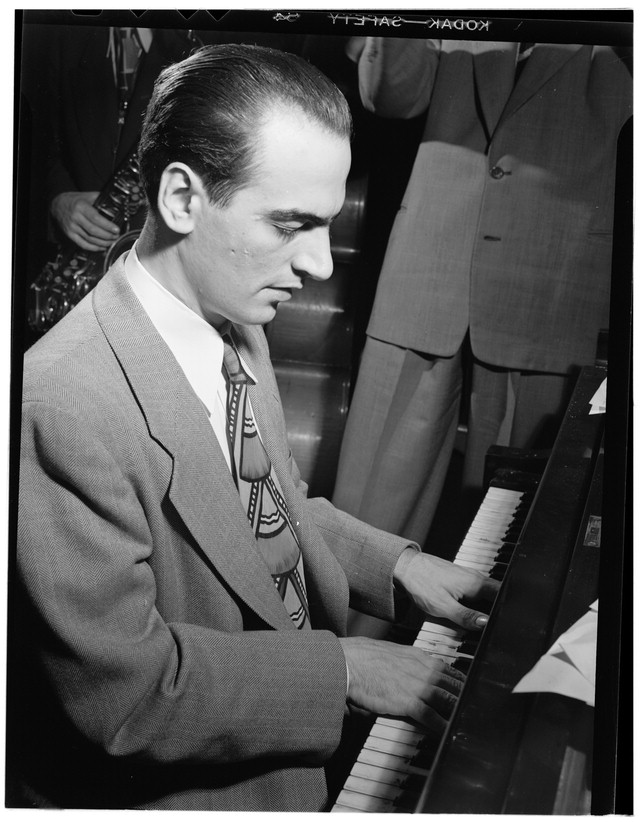
Le pianiste Lennie Tristano, en 1947.

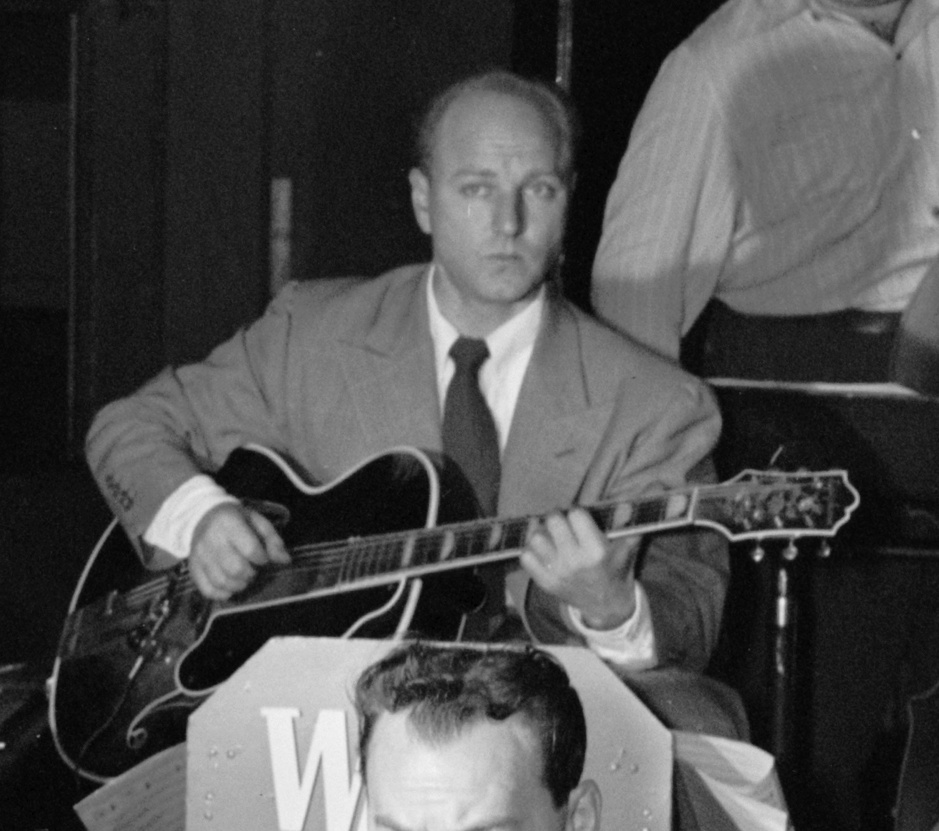
Le guitariste Billy Bauer, en 1946.

Pour cette session d'enregistrement, Lee Konitz, le premier et le plus fameux disciple du pianiste Lennie Tristano, et un des très rares saxophonistes alto de sa génération à ne pas avoir été influencé par Charlie Parker,,,, réunit autour de lui quatre musiciens dont trois sont également d'anciens élèves de Tristano : le guitariste Billy Bauer, le contrebassiste Peter Ind et le trompettiste Don Ferrara,,.
La prise de son est assurée par le contrebassiste Peter Ind,,. Son rôle d'ingénieur du son « consistait essentiellement à appuyer sur le bouton d'enregistrement du magnétophone dans la loge, puis à courir pour rejoindre les autres sur scène ». L'album est mastérisé par Gene Paul.
L'album sort le 15 février 1957 en disque vinyle long play (LP) sur le label Atlantic Records sous la référence 1273,,.
La notice originale du LP (original liner notes) est de la main de Lee Konitz lui-même, la conception de la pochette est l'œuvre d'Arnold Saks et la photographie est de William Claxton,.
L'album est réédité en LP par Atlantic en 1976, puis en CD de 1988 à 2013 par les labels Atlantic et Rhino Records.

## Accueil critique
Le site AllMusic attribue 4 étoiles à l'album The Real Lee Konitz. Le critique musical Jim Todd d'AllMusic estime que « le résultat de cette production low-tech est un excellent document sur le jeu de Konitz en direct dans un cadre assez direct. Le son est bon et place le saxophone alto du leader au premier plan, alors qu'il fait planer sa sonorité nerveuse et agréablement acerbe au-dessus du travail attentif de la section rythmique. ».
Dans une longue revue de la carrière de Lee Konitz jusqu'en 1966 parue dans The Evergreen Review N° 43 en 1966 sous le titre Jazz: The LP Catalogue #19: The Achievement of Lee Konitz, Harvey Pekar estime que « le LP The Real Lee Konitz peut être considéré comme la fin d'une étape de son développement. Son jeu avait évolué depuis qu'il avait commencé à enregistrer ; ses solos, en général, étaient devenus plus dépouillés depuis 1951 ; son timbre s'était épaissi. Mais il n'a à aucun moment rompu radicalement avec le passé. Sur The Real Lee Konitz, son attaque est encore plus lourde, mais il joue avec grâce et retenue. Tous ses solos sont bons et certains sont exceptionnels. Sur Foolin' Myself, il joue des passages rythmiquement brillants, en variant subtilement les accents. Sur Melancholy Baby, il utilise des lignes inhabituellement longues, en construisant de manière asymétrique ; sur ce morceau et sur Straighttaway, il est extrêmement inventif. Il y a aussi une autre version de You Go to My Head sur laquelle le sens de l'organisation de Konitz mérite l'attention ; il alterne habilement des phrases simples et complexes, en gardant l'auditeur constamment impliqué ».
Pour Andrew Hovan, sur All About Jazz, « l'esprit est là et la créativité coule à flots. Le son est brut, mais la musique est mémorable et très inspirée ».

## Titres
| No | Titre              | Auteur                                                 | Durée |
| -- | ------------------ | ------------------------------------------------------ | ----- |
| 1. | Straightaway       | Lee Konitz                                             | 3:41  |
| 2. | Foolin' Myself     | Andy Razaf, Thomas Waller                              | 4:40  |
| 3. | You Go To My Head  | J. Fred Coots, Haven Gillespie                         | 6:10  |
| 4. | My Melancholy Baby | Ernie Burnett, George Norton, Maybelle Watson Bregmann | 3:56  |
| 5. | Pennies In Minor   | Lee Konitz                                             | 8:42  |
| 6. | Sweet And Lovely   | Gus Arnheim, Harry Tobias, Jules Lemare                | 2:15  |
| 7. | Easy Livin'        | Ralph Rainger, Leo Robin                               | 3:35  |
| 8. | Midway             | Lee Konitz                                             | 3:20  |

## Musiciens
- Lee Konitz : saxophone alto
- Billy Bauer : guitare
- Peter Ind : contrebasse
- Dick Scott : batterie
- Don Ferrara : trompette (morceaux 5-6)